# Адарка
Ада́рка — упразднённая железнодорожная станция в Спасском районе Приморского края. Входила в состав Хвалынского сельского поселения. Исключена из учётных данных в 2024 году.

## География
Автомобильная дорога к станции идёт на запад от автотрассы «Уссури» через село Анненка, расстояние до села Анненка около 2 км, расстояние до районного центра Спасск-Дальний (на юг по автотрассе «Уссури») около 20 км.

## Население
| 2002 | 2010 |
| ---- | ---- |
| 12   | ↘0   |

## Улицы
В населённом пункте имеются одна улица: Луговая.

## Инфраструктура
Путевое хозяйство. Действует железнодорожная станция Адарка.